# Aprostocetus magniventer
Aprostocetus magniventer är en stekelart som beskrevs av Yang 2003. Aprostocetus magniventer ingår i släktet Aprostocetus och familjen finglanssteklar. Inga underarter finns listade i Catalogue of Life.